# Vălișoara (gmina Vălișoara)
Vălișoara – wieś w Rumunii, w okręgu Hunedoara, w gminie Vălișoara. W 2011 roku liczyła 730 mieszkańców.